# Stenasellus javanicus
Stenasellus javanicus is een pissebed uit de familie Stenasellidae. De wetenschappelijke naam van de soort is voor het eerst geldig gepubliceerd in 2006 door Guy Magniez & Rahmadi.